# 児玉町 (台北市)
児玉町（こだまちょう）は、日本統治時代の台湾における台北市の行政区画。一丁目から四丁目までで構成された。千歳町の西に位置した。現在の南昌街一段と二段、湖口街、南海路、寧波西街、福州街の一部が児玉町に含まれる。台湾総督を務めた児玉源太郎を記念して命名された。

## 町内の施設
- 台湾総督府専売局（一丁目、現在の台湾ビール本社）
- 専売局樟脳工場（一丁目、現在の財政部）
- 児玉町郵便局（二丁目、現在の台北南海郵局）
- 台湾軍司令官官邸（三丁目、現在の陸軍聯誼庁）
- 南菜園（四丁目、国定史跡、現在の南昌公園）